# Église de l'Assomption-de-Notre-Dame de Grande-Rivière
L'église de l'Assomption-de-Notre-Dame est une église catholique québécoise située à Grande-Rivière, dans la péninsule gaspésienne, au Québec, faisant partie du diocèse de Gaspé et aussi de l'archidiocèse de Rimouski. Depuis 2009, elle est citée comme immeuble patrimonial par la ville de Grande-Rivière. Considérée comme étant un symbole et située en plein cœur de la ville, elle est la plus grande église de la Gaspésie, sa capacité maximale est de 1 500 places assises. En raison de son apparence à une cathédrale et à sa grande taille, elle est visible de quelques kilomètres dans la direction est de la route 132 à partir du secteur ouest de la municipalité.

## Histoire

### Construction, travaux d'agrandissement et rénovations
L'église a été construite sur le territoire d'une ancienne seigneurie (1697-1854) de Grande-Rivière. Une première église a été bâtie en 1850 et démolie en 1895 pour faire place à un nouveau temple (église actuelle) plus spacieux et sur le même emplacement, elle a ouvert ses portes l'année suivante. En 1902, l'édifice est entièrement achevé en complétant la finition intérieure sur des plans de David Ouellet par l'entrepreneur L.O. Ménard de Québec. 

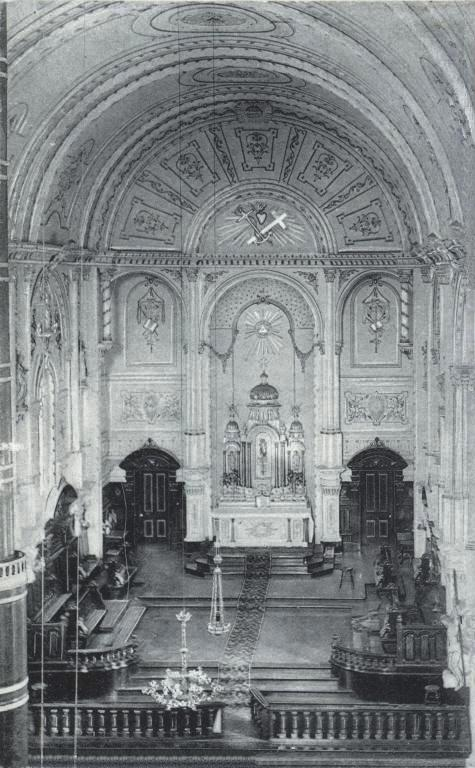
L'intérieur de l'église en 1910

En 1915, l'église subit d'importants travaux d'agrandissement, par l'entrepreneur Georges Roy de Lévis, selon les plans de l'architecte Thomas Raymond de Québec, la nef fut allongée de cinquante pieds (16 m) en reculant la sacristie existante et l'ajout d'un transept de trente mètres de large et d'une mezzanine avec plus de 500 places assises. Tout le parement extérieur en bois est remplacé par le parement actuel en brique ocre (brique d'Écosse), un clocheton est installé sur la croisée du transept, un déambulatoire relie le chœur à la sacristie par l'extérieur. La toiture est couverte d'une tôle à la canadienne en 1929,  et en 1959, dans le cadre du centenaire de la paroisse, le décor intérieur est modifié à nouveau par la firme Barsetti et Frères d'Orsainville. À l'intérieur, tous les murs et sa voûte sont faits en bois, la partie basse des murs est doublée de chêne, les bancs sont remplacés, un nouveau maître-autel (œuvre du Laboratoire Artistique des marbres Menchini Guido & Fllo, Italie) prend place, un orgue Casavant datant de 1954 remplace l'orgue déjà en place lui-même succédant au vieil harmonium, au-dessus du  jubé. Les planchers de bois de merisier sont doublés de tuile de linoléum.  À l'extérieur, douze grandes portes de bois sont doublées à l'intérieur et à l'extérieur en cuivre, une tour-clocher centrale en saillie de plus de cinquante mètres de hauteur (178') avec puissant éclairage de nuit dans la chambre des cloches. En août 2015, des travaux sont effectués pour démanteler le parvis de l'église afin d'en reconstruire un nouveau car l'ancien parvis est trop endommagé, seule la construction d'un nouveau parvis est nécessaire.
Le 9 novembre 2009, elle a été citée immeuble patrimonial par la ville de Grande-Rivière.

### Fermeture temporaire
En mai 2003, la fabrique reçoit une première subvention qui lui permet d'apporter des corrections à la flèche du clocher, aux quatre toits en croupe et au toit du déambulatoire mais la même année, à la suite d'une inspection recommandée par les architectes Proulx et Savard de Rimouski, La firme Sopax de Rivière-du-Loup confirme la fragilisation des fondations du bâtiment due à un tunnel d'accès à la tuyauterie souterraine creusé en 1991 qui menace de voir s'effondrer l'édifice. La fabrique, sur recommandation des ingénieurs et des firmes d'assurances, ferme l'accès à l'édifice pendant plusieurs mois (14 juillet au 14 décembre), le temps de trouver le financement d'une telle entreprise et d'apporter les correctifs nécessaires. Toutes les cérémonies religieuses se partagent entre l'église de Sainte-Thérèse-de-Gaspé et la grande salle de l'école primaire de Grande-Rivière durant les travaux de réparation (novembre-décembre) exécutés par la firme D. G. Construction de Maria.

### Cloches
Le clocher de l'église abrite un carillon de trois cloches, ces trois cloches ont reçu la bénédiction de l’évêque de Rimouski Mgr André Albert Blais le 15 octobre 1899 avant d'être installées dans les hauteurs du clocher. La plus grosse (le bourdon) qui est visible sur le côté Ouest du clocher pesant 1250 livres fut baptisée « L'Assomption de la bienheureuse Vierge Marie, Léon et Albert » la seconde cloche qui est positionnée au Sud qui pèse 840 livres, a reçu les noms de « Pierre, Joseph et Émilie » et la troisième cloche (la benjamine) qui se trouve à l'Est, ne pesant que 650 livres, est nommée « Thomas, Cyprien et Domitille ». Elles furent fabriquées à la fonderie Henry McShane Co. de Baltimore aux États-Unis. Les cloches sonnent quotidiennement à midi et dix-huit heures.